# Lu Gwei-djen
Lu Gwei-djen (en chino tradicional, 魯桂珍; pinyin, Lǔ Guìzhēn; Wade-Giles, Lu Kui-chen; Nanjing, Qing China, 22 de julio de 1904 － 28 de noviembre de 1991) fue una experta de la historia de la ciencia y tecnología en China, además de doctora en nutriología. Fue una importante investigadora y coautora del proyecto chino "Ciencia y Civilización" liderado por el bioquímico Joseph Needham.

## Biografía
Lu Gwei-djen, hija de un boticario, gracias a la fortuna de haber nacido en Nanjing, pudo asistir al colegio Ginling, la primera universidad en China en conceder grados de estudios a las mujeres, y que fue fundada por un grupo de mujeres americanas.
La enseñanza se realizaba en inglés, y Lu se curtió un amplio curriculum que incluía la zoología y bioquímica. Más tarde, realizó prácticas como patóloga química en el colegio médico Peking Union. En 1933, se mudaría a Shanghái, para dedicarse a la enseñanza en el instituto Henry Lester. En este instituto trabajó, entre otras cosas, en el estudio de la deficiencia de vitamina B1, con Benjamin Platt, trabajo del cual realizaría numerosas publicaciones científicas.
Lu se mostró muy interesada en el colegio de bioquímica de Cambridge, en concreto, en el seminal de tres volúmenes "Embriología Química" de Joseph Needham y en el trabajo de su mujer, Dorothy. Animada por Platt se dirigió a Cambridge como estudiante de postgrado y este pidió a Dorothy Needham que cuidara de ella.
En 1936, un año después de la llegada de Lu a Cambridge para trabajar con Needham y su mujer, ambas trabajaban con el mismo objeto de investigación: la bioquímica del músculo. Al año siguiente, Lu y Joseph Needham se convirtieron en amantes y la relación continuó hasta 1991, cuando Lu falleció. Se habían casado en 1989, más de medio siglo después de conocerse.
Lu llevó una vida bastante inusual, disfrutando de una carrera exitosa como bioquímica en un siglo donde había muy pocas mujeres en ciencias. Dejó China durante la guerra Sino-Japonesa, recibió más tarde el doctorado en la Universidad de Cambridge, para trabajar en adelante como consultora científica nutricional para la UNESCO, en Francia. A pesar de sus logros, siempre evitó la publicidad, negándose a ser entrevistada y a dejarse realizar su biografía.
En 1971, escribió un ensayo llamado "El elixir interno", fisiología Taoísta que podía ser aplicada para revertir el estado de los tejidos propios del envejecimiento. Explicó que esta técnica era fisiológica, nada que ver con la alquimia espiritual que se prodigaba en el oeste. En los últimos años de su vida, describía la medicina china como una paradoja clínicamente probada, todavía anticuada, innovadora, pero completamente medieval.

## Premios y reconocimientos
- El premio "Lu Gwei-Djen de Historia de la Ciencia" otorgado por Gonville y el colegio Caius de Cambridge lleva su nombre en su honor.[8]
- La Beca de Investigación Lu Gwei Djen otorgada por el colegio Lucy Cavendish de Cambridge también lleva su nombre.[9]